# ايمي بيترز
ايمي بيترز (بالهولندية: Amy Pieters)‏ مواليد 1 يونيو 1991 في هارلم، هو دراج هولندي. شارك في دورة الألعاب الأولمبية الصيفية.

## سباقات أو مراحل فازت بها
| التاريخ        | السباق                                                 | المركز                                         |
| -------------- | ------------------------------------------------------ | ---------------------------------------------- |
| 27 أبريل 2008  | Omloop van Borsele U19 2008                            |                                                |
| 26 أبريل 2009  | Omloop van Borsele U19 2009                            |                                                |
| 06 مارس 2011   | أوملوب فان هيت هاجيلاند 2011                           | الثامن في التصنيف العام                        |
| 23 أبريل 2011  | Omloop van Borsele 2011                                | السابع في التصنيف العام                        |
| 02 يونيو 2011  | Gooik–Geraardsbergen–Gooik 2011                        | الثالث في التصنيف العام                        |
| 08 أبريل 2012  | هيلثي أجينج تور 2012                                   |                                                |
| 21 أبريل 2012  | Omloop van Borsele 2012                                | الخامس في التصنيف العام                        |
| 16 يونيو 2012  | Ster Zeeuwsche Eilanden 2012                           |                                                |
| 01 يناير 2013  | كأس العالم لسباق الدراجات على الطريق للسيدات 2013      | السابع في تصنيف النقاط                         |
| 12 مايو 2013   | طواف جزيرة تشونغ مينغ كأس العالم 2013                  | الثالث في التصنيف العام                        |
| 10 أغسطس 2013  | 2013 La Route de France                                | الرابع في تصنيف أفضل شاب                       |
| 26 أغسطس 2013  | 2013 Lotto-Belisol Belgium Tour                        |                                                |
| 07 فبراير 2014 | طواف قطر للنساء 2014                                   |                                                |
| 01 مارس 2014   | طواف نيوشبلاد للسيدات 2014                             | الفائز في التصنيف العام                        |
| 26 مارس 2014   | دفارز دور فلاندرز للسيدات 2014                         | الفائز في التصنيف العام                        |
| 30 مايو 2014   | Holland Hills Classic 2014                             |                                                |
| 25 مارس 2015   | دفارز دور فلاندرز للسيدات 2015                         | الفائز في التصنيف العام                        |
| 09 مايو 2015   | 7-Dorpenomloop Aalburg 2015                            |                                                |
| 27 يونيو 2015  | سباق الطريق للسيدات في بطولة هولندا 2015               |                                                |
| 09 أغسطس 2015  | 2015 La Route de France, prologue                      | متصدر الترتيب العام في نهاية المرحلة           |
| 23 مارس 2016   | دفارز دور فلاندرز للسيدات 2016                         | الفائز في التصنيف العام                        |
| 11 مارس 2018   | روند فان درينثي كأس العالم 2018                        | الفائز في التصنيف العام                        |
| 01 أبريل 2018  | طواف فلاندرز للسيدات 2018                              | قائد تصنيف طواف العالم                         |
| 08 أبريل 2018  | هيلثي أجينج تور 2018                                   | الفائز في التصنيف العام                        |
| 30 يونيو 2018  | سباق الطريق للسيدات في بطولة هولندا 2018               |                                                |
| 25 أغسطس 2018  | جي بي دي بلواي 2017                                    | الفائز في التصنيف العام                        |
| 29 يونيو 2019  | سباق الطريق للسيدات في بطولة هولندا 2019               |                                                |
| 10 أغسطس 2019  | سباق الطريق لنخبة السيدات - بطولة أوروبا للدراجات 2019 | الفائز في التصنيف العام                        |
| 12 مارس 2021   | هيلثي أجينج تور 2021                                   | الأول في تصنيف النقاط، الخامس في التصنيف العام |
| 17 مارس 2021   | نوكيري كورسي للسيدات 2021                              | الفائز في التصنيف العام                        |
| 19 يونيو 2021  | سباق الطريق للسيدات في بطولة هولندا 2021               | الفائز في التصنيف العام                        |

## روابط خارجية
- ايمي بيترز على موقع الاتحاد الدولي للدراجات (الإنجليزية)
- ايمي بيترز على موقع أرشيف الدراجات (الإنجليزية)
- ايمي بيترز على موقع إحصائيات الدراجات الإحترافية (الإنجليزية)
- ايمي بيترز على موقع نسبة الدراجات (الإنجليزية)
- ايمي بيترز على موقع CycleBase (الإنجليزية)
- ايمي بيترز على موقع اللجنة الأولمبية الدولية (الإنجليزية)
- ايمي بيترز على موقع أوليمبيديا (الإنجليزية)
- ايمي بيترز على موقع تيم أن.أل (الهولندية)